# 楊宇碩
楊宇碩（韓語：양우석，1969年10月24日—）是韩国电影导演、漫画家，生于韩国首尔，毕业于高丽大学英语文学和哲学专业，知名作品有2013年《辩护人》和2017年《铁雨》，因作品《辩护人》而获得2014年第19届春史电影赏新人导演奖和2014年第50届百想艺术大赏新人导演奖。

## 作品列表

### 導演作品
- 2013年：《辩护人》
- 2017年：《铁雨》
- 2020年：《铁雨2：首脑峰会》

### 編劇作品
- 2013年：《辩护人》
- 2017年：《铁雨》
- 2020年：《铁雨2：首脑峰会》

## 外部連結
- 楊宇碩在韩国电影数据库（KMDb）上的資料（韓語）
- 楊宇碩在互联网电影资料库（IMDb）上的資料（英文）